# Götz Gode
Götz Gode (amtlicher Name Georg Reinhard-Fleischhauer) (* 6. Januar 1905 in Wienskowitz, Landkreis Rosenberg O.S.; † 15. Januar 1969 in Dresden) war ein deutscher Schriftsteller.

## Leben
Götz Gode entstammte einer katholischen Beamtenfamilie. Er wuchs im Rheinland auf. Nach dem Studium der Philosophie, Kunst- und Musikgeschichte und der Promotion zum Dr. phil. übte er verschiedene Tätigkeiten aus, u. a. war er Klavierlehrer. Er nahm als Soldat der Wehrmacht am Zweiten Weltkrieg teil und geriet in französische Kriegsgefangenschaft. Unter dem Einfluss der Werke Romain Rollands wandelte er sich zum Sozialisten und ging in die DDR. Von 1949 bis 1953 war er Lektor, anschließend Cheflektor im Dresdner Sachsenverlag. Er war verheiratet mit der Schriftstellerin Annemarie Reinhard.
Götz Gode war seit Mitte der 1950er Jahre auch schriftstellerisch tätig; er verfasste Erzählungen, Gedichte und Essays. Seine ersten Werke sind thematisch in seiner rheinischen Heimat angesiedelt. Besonders erfolgreich war Gode mit seiner historischen Jugendbuch-Trilogie um den Helden Nik.

## Werke
- Unruhe am Drachenfels, Dresden 1954
- Kathrin hinter den sieben Bergen, Berlin 1958
- Der Schäfer vom Hohen Venn, Berlin 1960
- Der unheilige Schabennes, Rudolstadt 1960
- Grünweiß geht baden, Berlin 1961
- Das Teufelsloch, Berlin 1961
- Nik auf der Wasserburg, Berlin 1962
- Nik in dunklen Gängen, Berlin 1966
- Nik auf gefährlichen Wegen, Berlin 1968